# Campeonato Brasiliense de Futebol de 2015 - Segunda Divisão
O Campeonato Brasiliense de Futebol de 2015 da Segunda Divisão, é a 19ª edição da era profissional do Campeonato Brasiliense de Futebol - Segunda Divisão, da segunda divisão do estadual de futebol realizado no Distrito Federal e organizado pela Federação de Futebol do Distrito Federal. É disputado por 12 times, dos quais 2 serão promovidos à divisão principal, sendo o campeonato disputado em pontos corridos e em turno único.

## Fórmula de disputa
O campeonato é disputado em pontos corridos e em turno único, os dois melhores se classificam para o Candangão 2016 e o melhor colocado será considerado vencedor

## Confusão e Problemas na Justiça
Houve muita confusão antes do início do campeonato, que teria o retorno das equipes que não participaram da edição anterior. Aproveitando essa brecha, equipes licenciadas há muitos anos tentaram entrar com recurso para participar da competição, entre eles equipes renomadas como o Planaltina-DF, O Taguatinga Esporte Clube e o ARUC. 
Chegou a ser cogitada a volta da terceira divisão para suportar essa quantidade de equipes. Com a mudança do Clube Atlético Bandeirante para Taguatinga, havia a possibilidade de retomada o TEC, porém a equipe apenas mudou de nome para Atlético Taguatinga. O ARUC ganhou na justiça o direito de participar da segundona, porém a liminar foi cassada logo depois.

## Participantes
| Equipe                              | Localidade         | Em 2014          | Estádio          | Capacidade | Títulos         |
| Clube Atlético Taguatinga           | Taguatinga         | 4º               | Serejão          | 27 000     | Nenhum          |
| Bolamense Futebol Clube             | Samambaia          | -                | Rorizão          | 8 000      | Nenhum          |
| Sociedade Esportiva Brazlândia      | Brazlândia         | -                | Chapadinha       | 3 000      | 2 (2007 e 2011) |
| Associação Botafogo Futebol Clube   | Novo Gama (GO)     | 6°               | Bezerrão         | 20 000     | 0 (não possui)  |
| Capital Clube de Futebol Ltda       | Guará              | 11º (1ª divisão) | Serejão          | 27 000     | 0 (não possui)  |
| CFZ de Brasília Sociedade Esportiva | Brasília           | -                | Abadião          | 4 000      | 1 (2010)        |
| Esporte Clube Dom Pedro Bandeirante | Núcleo Bandeirante | -                | Metropolitana    | 3 000      | 1 (2002)        |
| Clube de Regatas Guará              | Guará              | 5º               | CAVE             | 8 000      | Nenhum          |
| Legião Futebol Clube                | Brasília           | 12º (1ª divisão) | Bezerrão         | 20 000     | 0 (não possui)  |
| Paranoá Esporte Clube               | Paranoá            | 3º               | JK               | 8 000      | 1 (2004)        |
| Planaltina Esporte Clube            | Planaltina         | -                | Adonir Guimarães | 6 000      | Nenhum          |
| Sociedade Esportiva Planaltina      | Planaltina (GO)    | -                | Adonir Guimarães | 6 000      | Nenhum          |